# Фарфен
Фарфен (нем. Farven) — община в Германии, в земле Нижняя Саксония.
Входит в состав района Ротенбург-на-Вюмме. Подчиняется управлению Зельзинген. Население составляет 698 человек (на 31 декабря 2010 года). Занимает площадь 25,44 км².
Коммуна подразделяется на 2 сельских округа.